# World Games 2022/Teilnehmer (El Salvador)
| Gelbes Symbol für Goldmedaillen mit stilisierten Olympischen Ringen | Graues Symbol für Silbermedaillen mit stilisierten Olympischen Ringen | Braundes Symbol für Bronzemedaillen mit stilisierten Olympischen Ringen |
| ------------------------------------------------------------------- | --------------------------------------------------------------------- | ----------------------------------------------------------------------- |
| —                                                                   | —                                                                     | —                                                                       |

El Salvador nahm an den World Games 2022 mit zwei Athleten (einer pro Geschlecht) teil.

## Teilnehmer nach Sportarten

### Bogenschießen
| Athleten                     | Wettbewerb               | Platzierungsrunde | Platzierungsrunde | 1. Runde    | 1. Runde | Achtelfinale          | Achtelfinale | Viertelfinale  | Viertelfinale | Halbfinale    | Halbfinale    | Finale        | Finale        | Rang |
| Athleten                     | Wettbewerb               | Punkte            | Rang              | Gegner      | Ergebnis | Gegner                | Ergebnis     | Gegner         | Ergebnis      | Gegner        | Ergebnis      | Gegner        | Ergebnis      | Rang |
| ---------------------------- | ------------------------ | ----------------- | ----------------- | ----------- | -------- | --------------------- | ------------ | -------------- | ------------- | ------------- | ------------- | ------------- | ------------- | ---- |
| Frauen                       |                          |                   |                   |             |          |                       |              |                |               |               |               |               |               |      |
| Sofía Paiz                   | Compoundbogen            | 696               | 11                | Lisa Walker | 146:134  | Jyothi Surekha Vennam | 143:149      | ausgeschieden  | ausgeschieden | ausgeschieden | ausgeschieden | ausgeschieden | ausgeschieden | 9    |
| Männer                       |                          |                   |                   |             |          |                       |              |                |               |               |               |               |               |      |
| Roberto Hernández            | Compoundbogen            | 711               | 3                 | Freilos     | Freilos  | Mathias Fullerton     | 147:146      | Miguel Becerra | 148:149       | ausgeschieden | ausgeschieden | ausgeschieden | ausgeschieden | 5    |
| Mixed                        |                          |                   |                   |             |          |                       |              |                |               |               |               |               |               |      |
| Sofía Paiz Roberto Hernández | Compoundbogen Mannschaft | 1407              | 4                 | —           | —        | —                     | —            | Kolumbien      | 153:155       | ausgeschieden | ausgeschieden | ausgeschieden | ausgeschieden | 5    |